# 革命共产党 (英国1944年)
革命共产党（英語：Revolutionary Communist Party，缩写为RCP）是英国历史上的一个托洛茨基主义政党。该党成立于1944年，由工人国际联盟和革命社会主义联盟合并而成。1950年，该党解散，其成员转而加入社会主义评论团体和“俱乐部”。该党曾出版报纸《社会主义呼吁》和理论刊物《工人国际新闻》。该党是英国托洛茨基主义3个主要派系的源头：格里·希利领导的工人革命党、泰德·格兰特领导的战斗派和托尼·克里夫领导的社会主义工人党。